# Краснозатонське міське поселення
Краснозато́нське міське поселення (рос. Краснозатонское сельское поселение) — муніципальне утворення у складі Сиктивкарського міського округу Республіки Комі, Росія. Адміністративний центр та єдиний населений пункт — селище міського типу Краснозатонський.

## Населення
Населення — 8603 особи (2010; 8497 у 2002).